# Джон Прінгл
Джон Прінгл (англ. John Pringle; 10 квітня 1707, графство Роксбургшир, Шотландія — 18 січня 1782, Лондон) — шотландський лікар і фізіолог, один з основоположників військової медицини. Лауреат медалі Коплі (1752).
Член Лондонського королівського товариства (1745), іноземний почесний член Петербурзької академії наук (1776), іноземний член Паризької академії наук (1778).

## Біографія
Народився в сім'ї баронета в поселенні Стікхілл у графстві Роксбургшир на південному сході Шотландії, за кілька тижнів до створення Королівства Великої Британії.
Навчався в Сент-Ендрюському та Лейденському університетах, де в 1730 році отримав диплом лікаря. Учень Г. Бургаве. Пізніше працював одночасно лікарем та професором етики в університеті.
У 1744—1748 роках працював головним лікарем англійської армії в Нідерландах, а до 1758 року — придворним королівським лікарем, в цей час написав книгу «Спостереження над хворобами солдатів у таборах і гарнізонах» (англ. Observations on the Diseases of the Army in Camp and Garrison), що пізніше вийшла кількома мовами, а у Великій Британії неодноразово перевидавалася.
У 1745 став членом Лондонського королівського товариства, президентом якого був у 1772—1778 роки.
Після смерті вченому у Вестмінстерському абатстві було встановлено пам'ятник. У XIX столітті на честь Прингла названо рід хрестоцвітих Pringlea, до якого належить кергеленська капуста (спочатку в 1776 році Принглеєю назвали саме кергеленську капусту).

## Значення у науці
Прингла багато хто називає «батьком військової медицини», він одним із перших встановив значення гнильних процесів у виникненні хвороб, глибоко вивчив висипний тиф, встановив, що лікарняна та тюремна форми висипного тифу тотожні. Показав, що різні форми дизентерії є одним захворюванням. Розробив систему санітарно-гігієнічних заходів у шпиталях, казармах, походах, досягнувши зниження кількості жертв епідемій серед військових. Велику увагу приділяв і профілактиці у бойових та похідних умовах.